# کورینگ
کورینگ، روستایی از توابع بخش مرکزی شهرستان نیک‌شهر در استان سیستان و بلوچستان ایران است.

## جمعیت
این روستا در دهستان چاهان قرار دارد و براساس سرشماری سال ۹۳\۹۴، جمعیت آن ۵۰۴ نفر (۱۰۵خانوار) بوده‌است.